# Caspar Otto Sperling
Den här sidan handlar om guvernören och generalmajoren Caspar Otto Sperling född 1596. För översten, se Casper Otto Sperling (1664–1709).
Caspar Otto Sperling, född 1596 i Mecklenburg, död 1655, var en svensk friherre, militär och ämbetsman. Han var far till Gustaf och Göran Sperling.

## Biografi
Caspar Otto Sperling var son till Jürgen Sperling till Rübow och Zerndorf i Mecklenburg. Han kom 1612 till Sverige, där han tog krigstjänst som musketerare. 1622 blev han kaptenlöjtnant vid Hovregementet och 1625 kapten vid Dalregementet samt kommendant på den livländska fästningen Bauske, som samma år fallit i svenskarnas händer. Han blev överstelöjtnant vid Södermanlands regemente 1627 och överste för detta regemente 1629. 1632 naturaliserades Sperling som svensk adelsman. Sperling blev överste för Livgardet 1640 och utnämndes 1644 till generalmajor av infanteriet. 1645 var han generalkrigskommissarie i Skåne. Samma år blev han guvernör över Halmstads slott och län, vilket då endast omfattade två härad, och 1646 blev han guvernör över hela Halland. Här fick han brottas med de svåra försvenskningsproblem, vilka ytterligare tillspetsades genom den halländska adelns motstånd och de ständiga tvisterna med arrendatorerna om kronouppbörden. Han verkar dock någorlunda tillfredsställande ha löst uppgiften. 1651 erhöll han på grund av sjuklighet avsked från guvernörskapet och upphöjdes som tack för sina gjorda tjänster friherrligt stånd 1653. Sperling ägde bland annat Rådmansö och Ösbyholm samt lät uppföra Sperlingsholm invid Halmstad.
Efter sitt avsked 1653 lämnade han Halmstad och Sperlingsholm och bosatte sig på Rådmansö. Han avled 1655 och fick sin grav i Frötuna i Roslagen. Kvarteret Sperlingens backe på Östermalm i Stockholm är uppkallat efter honom. Han bosatte sig 1645 vid den västligaste delen av nuvarande Riddargatan och lät där bygga ett av stadsdelens första stenhus.